# Балашова, Наталья Николаевна
Наталья Николаевна Балашова (18.06.1929 — 2013) — советский учёный-биолог, генетик и селекционер растений, доктор сельскохозяйственных наук, член-корреспондент Академии наук Молдавии, лауреат Государственной премии Молдавской ССР в области науки и техники 1985 года.
Родилась 18 июня 1929 года в Ташкенте в семье служащих, девичья фамилия Смольянинова.
Окончила школу с серебряной медалью и агрономический факультет Московской сельскохозяйственной академии им. К. А. Тимирязева, выпускница кафедры фитопатологии (научный руководитель профессор М. С. Дунин). По направлению работала научным сотрудником и агрономом по защите растений на Хакасской опытной станции.
В 1953 году поступила в заочную аспирантуру ВИР, после её окончания в 1957 году уехала в Молдавию.
До 1979 года работала в отделе защиты растений и лаборатории частной генетики овощных культур Молдавского НИИ орошаемого земледелия и овощеводства (ныне Приднестровский НИИСХ), г. Тирасполь.
В 1964 году защитила кандидатскую диссертацию:
- Аскохитоз овощного гороха в условиях Молдавии и меры борьбы с ним : диссертация … кандидата биологических наук : 03.00.00. — Тирасполь, 1963. — 150 с. : ил.

По результатам её исследований и с её участием были выведены сорта гороха овощного Восход, Эра, Союз 10, фасоли овощной Тираспольская.
В 1977 году защитила докторскую диссертацию:
- Фитофтороустойчивость рода Lycopersicon Tourn. и методы использования ее в селекции томата : диссертация … доктора сельскохозяйственных наук : 06.01.05. — Тирасполь, 1976. — 321 с. : ил.

С 1979 года заведующая лабораторией иммуногенетики растений отдела генетики АН Молдавской ССР (позднее Институт экологической генетики). С января 1985 года первый заместитель директора Института по науке. В 1986 году присвоено звание профессора.
В 1991—2002 гг. зав. лабораторией гаметных и молекулярных методов селекции, в 1992—1999 гг. заместитель директора по научной работе ВНИИССОК (Всероссийский НИИ селекции и семеноводства овощных культур). С 2002 г. главный научный сотрудник лаборатории гаметных и молекулярных методов селекции.
Член-корреспондент Академии наук Молдавской ССР (1984) и Академии наук Молдавии (1991).
Сочинения:
- Вредители и болезни гороха в Молдавии и меры борьбы с ними [Текст]. — Кишинев : Изд-во с.-х. лит., 1962. — 23 с. : ил.; 20 см. — (В помощь школам передового опыта).
- Фитофтороустойчивость рода Lycopersicon Tourn. и методы использования ее в селекции томата [Текст] / Отв. ред. А. Д. Жученко. — Кишинев : Штиинца, 1979. — 168 с. : ил.; 21 см.
- Фитофтороз томатов и меры борьбы с ним [Текст] : (Обзор) / Молд. науч.-исслед. ин-т науч.-техн. информации и техн.-экон. исследований. — Кишинев : [б. и.], 1972. — 29 с.; 20 см.
- Селекция и семеноводство овощных бобовых культур / [Т. Н. Балашов, Ю. Л. Гужов, Н. Н. Балашова и др.]; Отв. ред. Н. Н. Балашова; АН МССР, Ин-т экол. генетики, Молд. НИИ овощеводства. — Кишинев : Штиинца, 1989. — 278,[1] с. : ил.; 22 см; ISBN 5-376-00159-8
- Томатин — возможный ингибитор возбудителей болезней и вредителей томатов [Текст] / [Н. Н. Балашова, А. А. Жученко, В. К. Андрющенко и др.] ; АН МССР, Ин-т химии, Молд. науч.-исслед. ин-т орошаемого земледелия и овощеводства. — Кишинев : Штиинца, 1976. — 35 с.; 16 см.
- Генетические основы селекции овощных культур на устойчивость к ВТМ / [Н. Н. Балашова, М. М. Король, О. О. Тимина, В. С. Рущук]; Отв. ред. А. А. Жученко. — Кишинев : Штиинца, 1983. — 115 с. : ил., 2 л. ил.; 21 см.
- Эколого-генетические основы селекции томатов / [А. А. Жученко, Н. Н. Балашова, А. Б. Король и др.]; Отв. ред. В. Н. Лысиков; АН МССР, Ин-т экол. генетики. — Кишинев : Штиинца, 1988. — 429,[1] с. : ил.; 22 см; ISBN 5-376-00540-2
- Кинтя, Павел Константинович, Лазурьевский, Георгий Васильевич, Балашова, Наталья Николаевна, Балашова, И. Т., Суружиу, А. И., Лях, В. А. Строение и биологическая активность стероидных гликозидов ряда спиростана и фуростана, [монография], Академия наук Молдавской ССР, Институт экологической генетики ; отв. ред. акад. АН МССР Г. В. Лазурьевский, [Текст] Кишинев: Штиинца , 1987 .- 141, [1] с.- табл.